# البيئة في الجزائر
تشير البيئة في الجزائر إلى النظامين الإيكولوجي والجيولوجي الذين يشكلان البيئة الطبيعية لهذا البلد الواقع في شمال إفريقيا.

## التنوع البيولوجي في الجزائر

### الحياة البرية

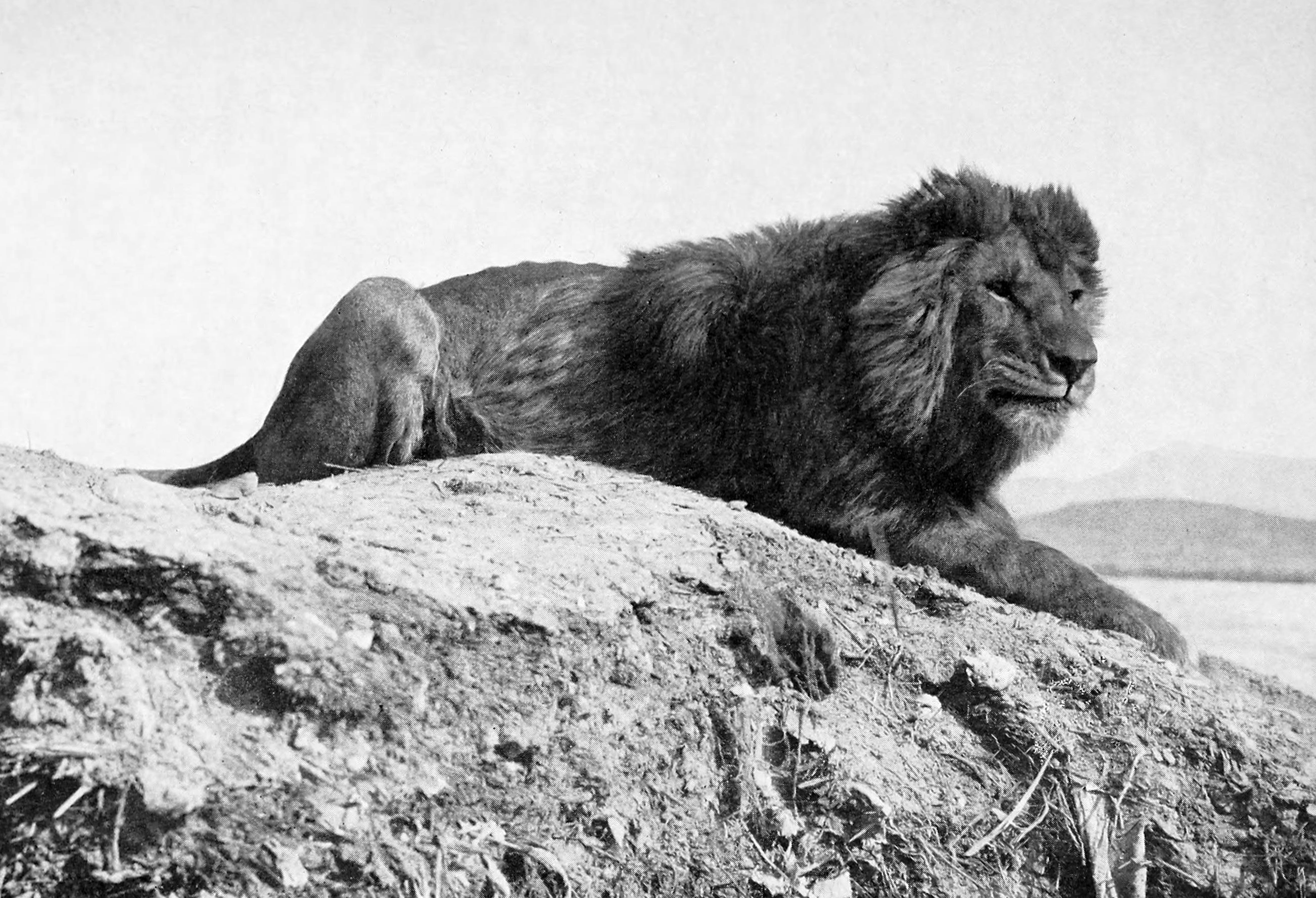
أسد بربري (يُلقب أيضًا بأسد الأطلس) تم تصويره في الجزائر عام 1893.

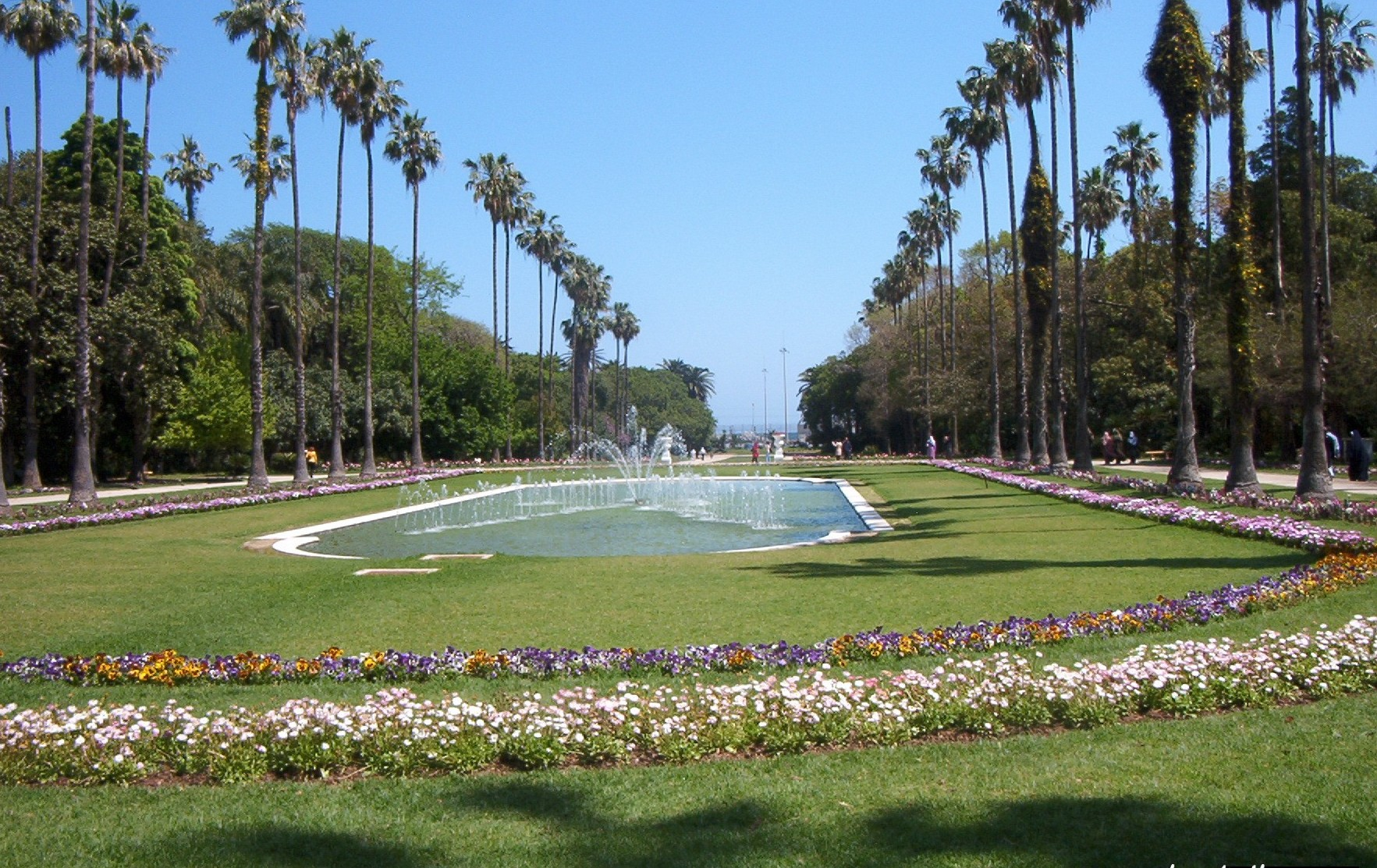
تضم حديقة التجارب أكثر من 3000 نوع من النباتات، يعتبر بعضها نادرًا جدًا.

تتمتع الجزائر بتنوع بيولوجي كبير، ولا سيما في المناطق المحمية.
تتكون النباتات من عدة أنواع نادرة، منها 226 نوعا مهددا بالانقراض.
يوجد في الجزائر 107 أنواع من الثدييات، 47 منها محمية و 30 مهددة بالانقراض. كما تضم 336 نوعًا من الطيور منها 107 نوعًا محميا. وواحد مستوطن في البلاد، هو كاسر الجوز القبائلي.
يعتبر جنوب الجزائر موطنا لحيوانات تتكون أساسًا من ثعالب الفنك والغزلان والجربوعيات والشرشمان وقطط الرمل والفهود والسحالي. على المرتفعات، في منحدرات الهقار، يمكن إيجاد الضأن البربري. في شمال البلاد، يسكن الريف الضباع المخططة والثعالب وابن عرس والقطط البرية والأرانب البرية وابن آوى والخنازير البرية. يفضل قرد المكاك مناطق الغابات. في فصل الشتاء، تصبح الجزائر أرض استقبال لبعض الطيور المهاجرة الأوروبية، بما في ذلك طيور اللقلق. وعموما، فإن الحيوانات التي غالبًا ما نلاحظها في الجزائر هي الجمال والأغنام والماعز والأحصنة.

### مناطق محمية
يوجد في الجزائر أصناف حيوانية ونباتية هائلة موزعة على مستوى المنتزهات المحمية المختلفة في البلاد، ومن أبرزها: الحظيرة الوطنية بلزمة، والحظيرة الثقافية للأهقار (منطقة محمية كبيرة جدًا تبلغ مساحتها 633 887 كلم2 تؤوي كتلة الهقار)، والحديقة الوطنية الشريعة، والحظيرة الثقافية طاسيلي ناجر، وحديقة التجارب، والحديقة الوطنية قورايا، والحديقة الوطنية جرجرة، والمحمية الطبيعية لبحيرة الطيور في الطارف.

## التأثيرات على البيئات الطبيعية

#### الزراعة والتصحر
يدفع التصحر المزيد من بدو الطوارق إلى الاستقرار وقيادة قطعانهم الكبيرة من الإبل والماعز للرعي في المناطق المحمية. القطعان الصغيرة والكبيرة تصد تجمعات الحيوانات العاشبة مثل الغزلان والأرو، والتي بدورها تختفي بسبب نقص المراعي.

#### الصيد البري والبحري والصيد الجائر
يعتبر الصيد الجائر للحيوانات المفترسة مشكلة كبيرة في الجزائر، حيث يتم استهلاكها كلحوم الطرائد. يؤثر هذا الأمر على مجموعات الأنواع التي يتم اصطيادها، وأيضًا على الحيوانات المفترسة التي تبدأ في صيد الحيوانات الصغيرة، وتقع ضحية طلقات نارية من الرعاة أو التسمم.
يؤثر الصيد الجائر على الفهود الصحراوية، وهي من الأنواع المهددة بالانقراض.

#### النقل

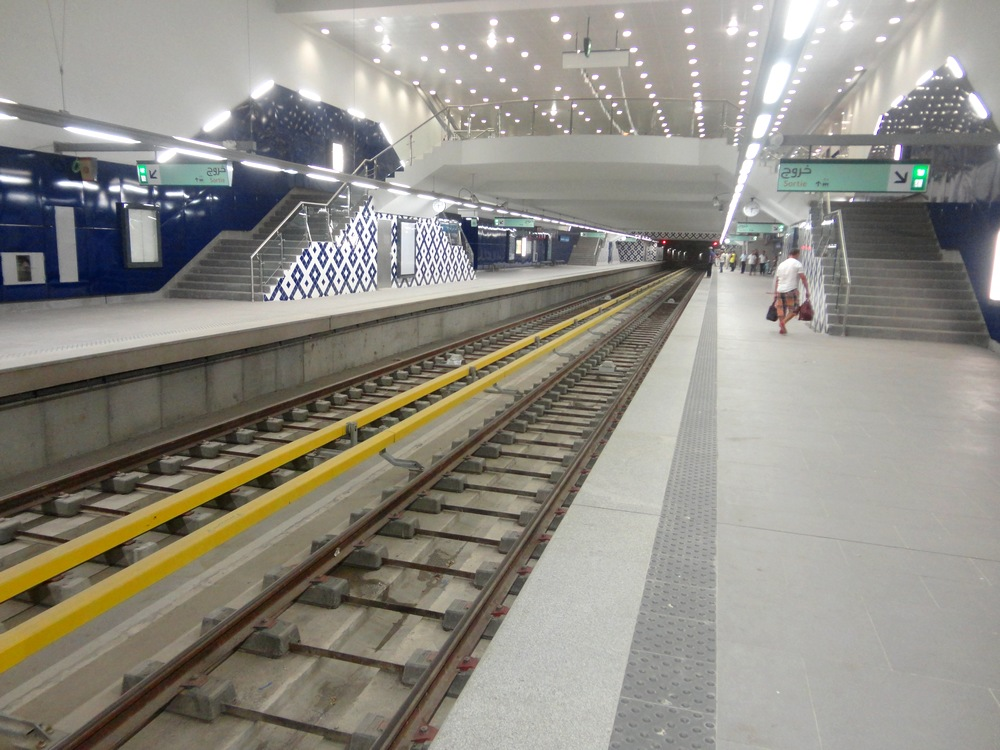
محطة مترو مركز الحراش بالجزائر العاصمة

شبكة الطرق الجزائرية هي الأكثر كثافة في القارة الأفريقية، ويقدر طولها بـ 180 000 كيلومتر من الطرق، بمعدل تغطية 85 ٪ وأكثر من 3 756 مبنى. سيتم استكمال هذه الشبكة ببنية تحتية رئيسية للطرق السريعة قيد الإنجاز حاليًا، وهي الطريق السيار شرق-غرب. هو طريق سريع 2x3 يربط مدينة عنابة في أقصى الشرق بمدينة تلمسان في أقصى الغرب بمسافة تزيد عن 1 216 كم. يتم عبور الجزائر أيضًا من الشمال إلى الجنوب عبر الطريق العابر للصحراء، وهو الآن مرصوف بالكامل تقريبًا وهو طريق سريع في بداية الجزء الشمالي منه.

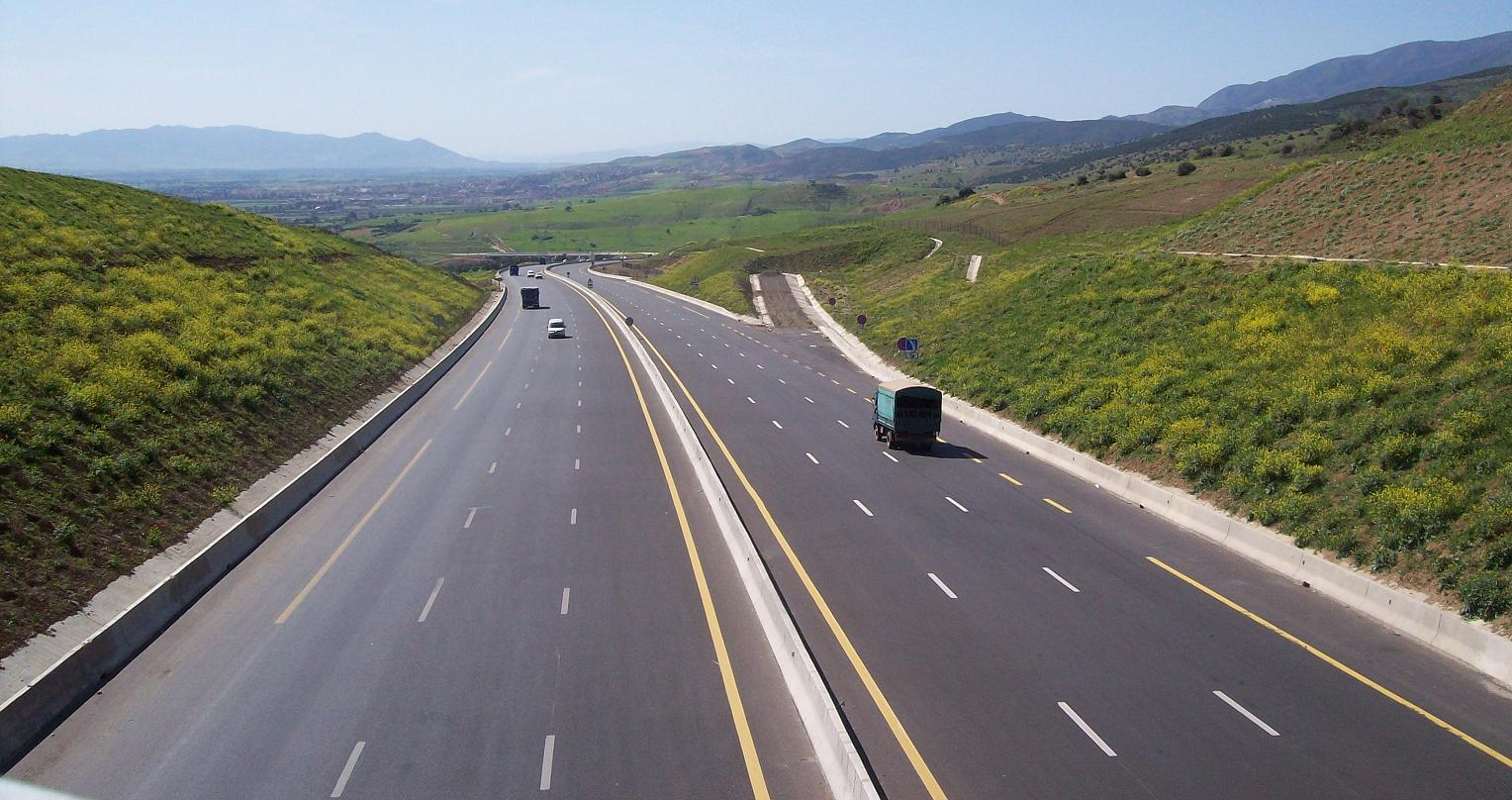
الطريق السيار شرق-غرب الجديد الذي يربط شرق الجزائر وغربها بمسافة 1216 كلم

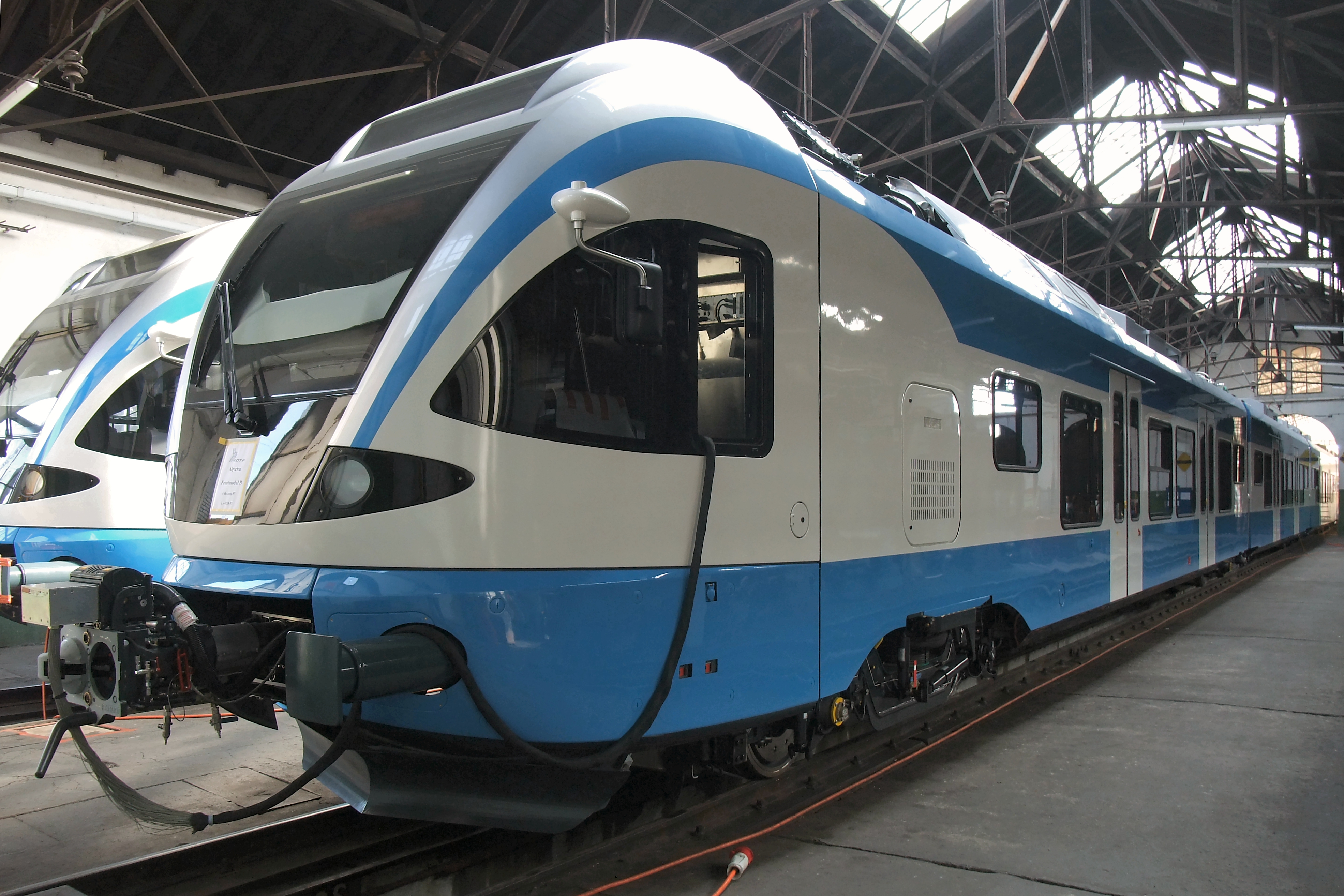
قطار الضواحي بالجزائر العاصمة

تقدر شبكة السكك الحديدية بحوالي 4 200 كم، وهي ثاني أكبر شبكة في القارة.
بعد افتتاح مترو الجزائر العاصمة في نهاية عام 2011، بطول 14 كلم ويخدم 16 محطة، أصبحت الجزائر العاصمة أول مدينة في المغرب العربي مزودة بمترو أنفاق.

#### قطع الأشجار
يساهم استخدام خشب الأكاسيا، المحترق لتلبية الاحتياجات المنزلية، في تدمير موطن الأنواع البرية في الهقار.

### الضغط على الموارد
تعاني لجزائر اليوم من نقص المياه. خلال صيف عام 2021 الحارق، ازداد انقطاع مياه الصنبور في جميع أنحاء البلاد.

#### تلوث المياه
يعاني وادي الصومام من تلوث مياهه بسبب المبيدات، حيث تختفي الكثير من الأسماك نتيجة تفريغ مياه الصرف الصحي من طرف الشركات والمطاحن.

## السياسة البيئية في الجزائر
كانت الجزائر من الدول الموقعة على جميع الاتفاقيات الدولية لحماية الطبيعة منذ عام 1968.
خلال سنوات عقد 2010، حصلت البلاد على جميع الترسانة التشريعية اللازمة لوقف الصيد الجائر واستخدام الأسلحة.